# FC Bayern München in het seizoen 2012/13
Dit artikel beschrijft de prestaties van de Duitse voetbalclub FC Bayern München in het seizoen 2012/13, waarin de club voor het eerst de treble won.

## Spelerskern
| Nr.           | Naam                   | Nationaliteit | Geboortedatum | Vorige club              |
| ------------- | ---------------------- | ------------- | ------------- | ------------------------ |
| Keepers       |                        |               |               |                          |
| 1             | Manuel Neuer           | Duitsland     | 27-03-1986    | FC Schalke 04            |
| 22            | Tom Starke             | Duitsland     | 18-03-1981    | TSG 1899 Hoffenheim      |
| 24            | Maximilian Riedmüller  | Duitsland     | 04-01-1988    | /                        |
| 32            | Lukas Raeder           | Duitsland     | 30-12-1993    | FC Schalke 04            |
| Verdedigers   |                        |               |               |                          |
| 4             | Dante                  | Brazilië      | 18-10-1983    | Borussia Mönchengladbach |
| 5             | Daniel Van Buyten      | België        | 07-02-1978    | Hamburger SV             |
| 13            | Rafinha                | Brazilië      | 07-09-1985    | Genoa                    |
| 17            | Jérôme Boateng         | Duitsland     | 03-09-1988    | Manchester City          |
| 21            | Philipp Lahm           | Duitsland     | 11-11-1983    | VfB Stuttgart            |
| 26            | Diego Contento         | Duitsland     | 01-05-1990    | /                        |
| 28            | Holger Badstuber       | Duitsland     | 13-03-1989    | /                        |
| Middenvelders |                        |               |               |                          |
| 7             | Franck Ribéry          | Frankrijk     | 07-04-1983    | Olympique Marseille      |
| 8             | Javi Martínez          | Spanje        | 02-09-1988    | Athletic Bilbao          |
| 11            | Xherdan Shaqiri        | Zwitserland   | 10-10-1991    | FC Basel                 |
| 27            | David Alaba            | Oostenrijk    | 24-06-1992    | /                        |
| 30            | Luiz Gustavo           | Brazilië      | 23-07-1987    | TSG 1899 Hoffenheim      |
| 31            | Bastian Schweinsteiger | Duitsland     | 01-08-1984    | /                        |
| 34            | Pierre Højbjerg        | Denemarken    | 05-08-1995    | /                        |
| 36            | Emre Can               | Duitsland     | 12-01-1994    | /                        |
| 39            | Toni Kroos             | Duitsland     | 04-01-1990    | Bayer Leverkusen         |
| 44            | Anatoli Tymosjtsjoek   | Oekraïne      | 30-03-1979    | Zenit Sint-Petersburg    |
| Aanvallers    |                        |               |               |                          |
| 9             | Mario Mandžukić        | Kroatië       | 21-05-1986    | VfL Wolfsburg            |
| 10            | Arjen Robben           | Nederland     | 23-01-1984    | Real Madrid              |
| 14            | Claudio Pizarro        | Peru          | 03-10-1978    | Werder Bremen            |
| 20            | Patrick Weihrauch      | Duitsland     | 03-03-1994    | /                        |
| 25            | Thomas Müller          | Duitsland     | 13-09-1989    | /                        |
| 33            | Mario Gómez            | Duitsland     | 10-07-1985    | VfB Stuttgart            |

- = Aanvoerder

## Technische staf
|                 |                               |               |
| Functie         | Naam                          | Nationaliteit |
| Coach           | Jupp Heynckes (foto)          | Duitsland     |
| Assistent-coach | Hermann Gerland               | Duitsland     |
| Assistent-coach | Peter Hermann                 | Duitsland     |
| Keeperstrainer  | Toni Tapalović                | Duitsland     |
| Teamarts        | Hans-Wilhelm Müller-Wohlfahrt | Duitsland     |

## Resultaten
| Bundesliga | DFB-Pokal | DFL-Supercup | Champions League |
| ---------- | --------- | ------------ | ---------------- |
|            |           |              |                  |
| Kampioen   | Winnaar   | Winnaar      | Winnaar          |

## Uitrustingen
Shirtsponsor(s): Deutsche Telekom

Sportmerk: adidas
| Thuis | Uit | Alternatief | Alternatief | Finales |

## Transfers

### Zomer

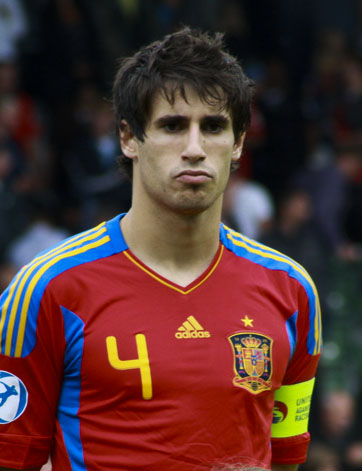
De defensieve middenvelder Javi Martínez ruilde in 2012 Athletic Bilbao in voor Bayern München.

| Naam            | Nationaliteit | Van/naar                 | Type           |
| --------------- | ------------- | ------------------------ | -------------- |
| Inkomend        |               |                          |                |
| Javi Martínez   | Spanje        | Athletic Bilbao          | Gekocht        |
| Dante           | Brazilië      | Borussia Mönchengladbach | Gekocht        |
| Mario Mandžukić | Kroatië       | VfL Wolfsburg            | Gekocht        |
| Claudio Pizarro | Peru          | Werder Bremen            | Gekocht        |
| Lukas Raeder    | Duitsland     | FC Schalke 04            | Gekocht        |
| Xherdan Shaqiri | Zwitserland   | FC Basel                 | Gekocht        |
| Tom Starke      | Duitsland     | TSG 1899 Hoffenheim      | Gekocht        |
| Mitchell Weiser | Duitsland     | 1. FC Köln               | Gekocht        |
| Uitgaand        |               |                          |                |
| Hans-Jörg Butt  | Duitsland     |                          | Einde carrière |
| Breno           | Brazilië      |                          | Einde contract |
| Ivica Olić      | Kroatië       | VfL Wolfsburg            | Verkocht       |
| Danijel Pranjić | Kroatië       | Sporting Lissabon        | Verkocht       |
| Nils Petersen   | Duitsland     | Werder Bremen            | Huur           |
| Takashi Usami   | Japan         | Gamba Osaka              | Einde huur     |

### Winter
| Naam               | Nationaliteit | Van/naar             | Type     |
| ------------------ | ------------- | -------------------- | -------- |
| Uitgaand           |               |                      |          |
| Rouven Sattelmaier | Duitsland     | 1. FC Heidenheim     | Verkocht |
| Mitchell Weiser    | Duitsland     | 1. FC Kaiserslautern | Huur     |

## Bundesliga

### Eindstand
| Pos | Club                     | Gs | W  | G  | V  | Pnt | Dv | Dt | Ds  |
| --- | ------------------------ | -- | -- | -- | -- | --- | -- | -- | --- |
| 1   | FC Bayern München        | 34 | 29 | 4  | 1  | 91  | 98 | 18 | +80 |
| 2   | Borussia Dortmund        | 34 | 19 | 9  | 6  | 66  | 81 | 42 | +39 |
| 3   | Bayer Leverkusen         | 34 | 19 | 8  | 7  | 65  | 65 | 39 | +26 |
| 4   | FC Schalke 04            | 34 | 16 | 7  | 11 | 55  | 58 | 50 | +8  |
| 5   | SC Freiburg 1            | 34 | 14 | 9  | 11 | 51  | 45 | 40 | +5  |
| 6   | Eintracht Frankfurt 1    | 34 | 14 | 9  | 11 | 51  | 49 | 46 | +3  |
| 7   | Hamburger SV             | 34 | 14 | 6  | 14 | 48  | 42 | 53 | −11 |
| 8   | Borussia Mönchengladbach | 34 | 12 | 11 | 11 | 47  | 45 | 49 | −4  |
| 9   | Hannover 96              | 34 | 13 | 6  | 15 | 45  | 60 | 62 | −2  |
| 10  | 1. FC Nürnberg           | 34 | 11 | 11 | 12 | 44  | 39 | 47 | −8  |
| 11  | VfL Wolfsburg            | 34 | 10 | 13 | 11 | 43  | 47 | 52 | −5  |
| 12  | VfB Stuttgart 1          | 34 | 12 | 7  | 15 | 43  | 37 | 55 | −18 |
| 13  | FSV Mainz 05             | 34 | 10 | 12 | 12 | 42  | 42 | 44 | −2  |
| 14  | SV Werder Bremen         | 34 | 8  | 10 | 16 | 34  | 50 | 66 | −16 |
| 15  | FC Augsburg              | 34 | 8  | 9  | 17 | 33  | 33 | 51 | −18 |
| 16  | 1899 Hoffenheim          | 34 | 8  | 7  | 19 | 31  | 42 | 67 | −25 |
| 17  | Fortuna Düsseldorf       | 34 | 7  | 9  | 18 | 30  | 39 | 57 | −18 |
| 18  | SpVgg Greuther Fürth     | 34 | 4  | 9  | 21 | 21  | 26 | 60 | −34 |

### Legenda
| Kleur | Kwalificatie voor                                     |
| ----- | ----------------------------------------------------- |
|       | Champions League, Groepsfase                          |
|       | Champions League, play-off ronde voor niet-kampioenen |
|       | Europa League, Groepsfase                             |
|       | Europa League, play-off ronde                         |
|       | Europa League, derde kwalificatieronde                |
|       | Play-off om degradatie naar de 2. Bundesliga          |
|       | Degradatie naar de 2. Bundesliga                      |

## Individuele prijzen
| Prijs                                          | Winnaar                |
| ---------------------------------------------- | ---------------------- |
| Duits voetballer van het jaar                  | Bastian Schweinsteiger |
| Duits trainer van het jaar                     | Jupp Heynckes          |
| UEFA Best Player in Europe                     | Franck Ribéry          |
| Finale Champions League – Man van de wedstrijd | Arjen Robben           |
| FIFA Trainer van het jaar                      | Jupp Heynckes          |
| IFFHS Trainer van het jaar                     | Jupp Heynckes          |

## Afbeeldingen

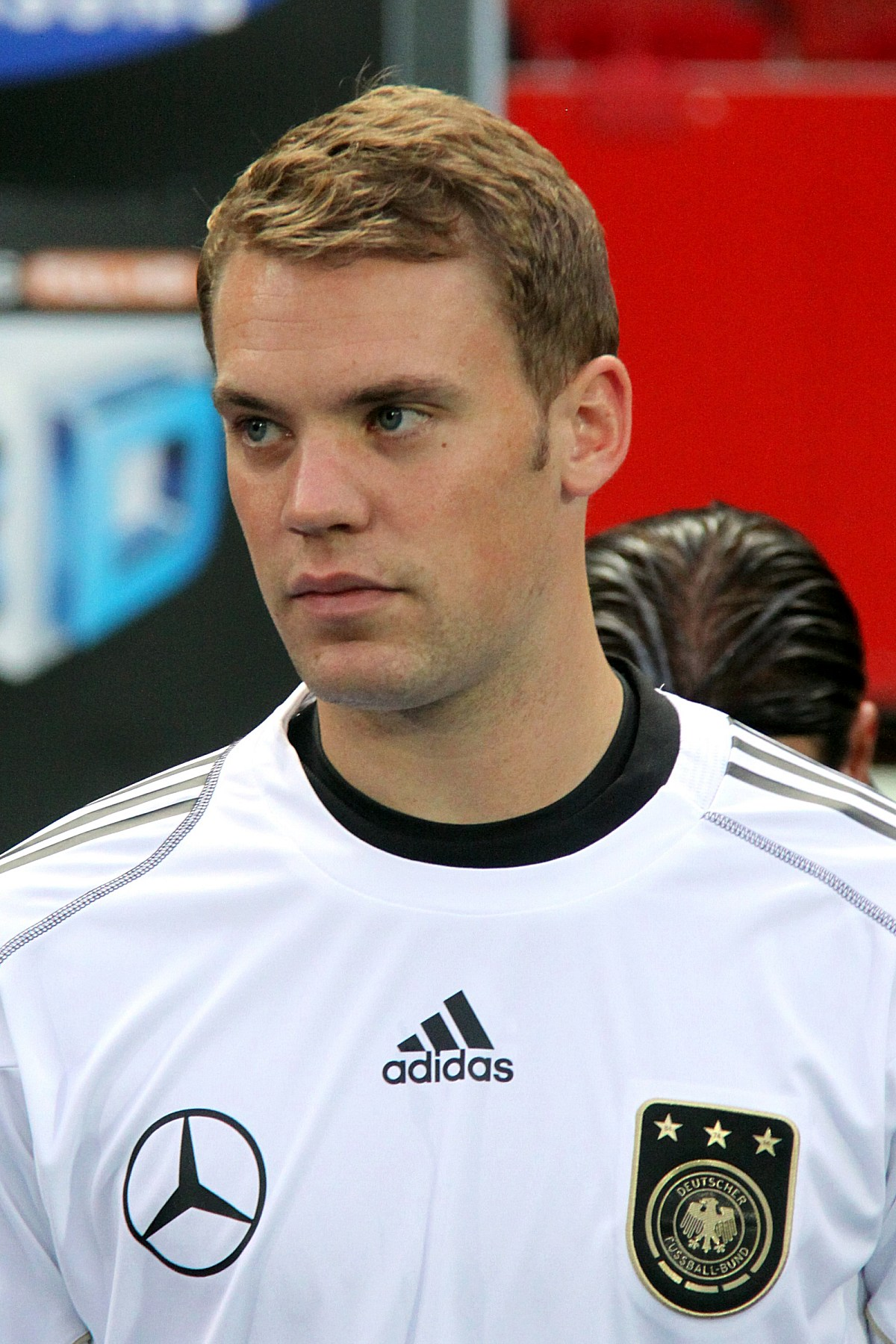
Manuel Neuer (doelman)
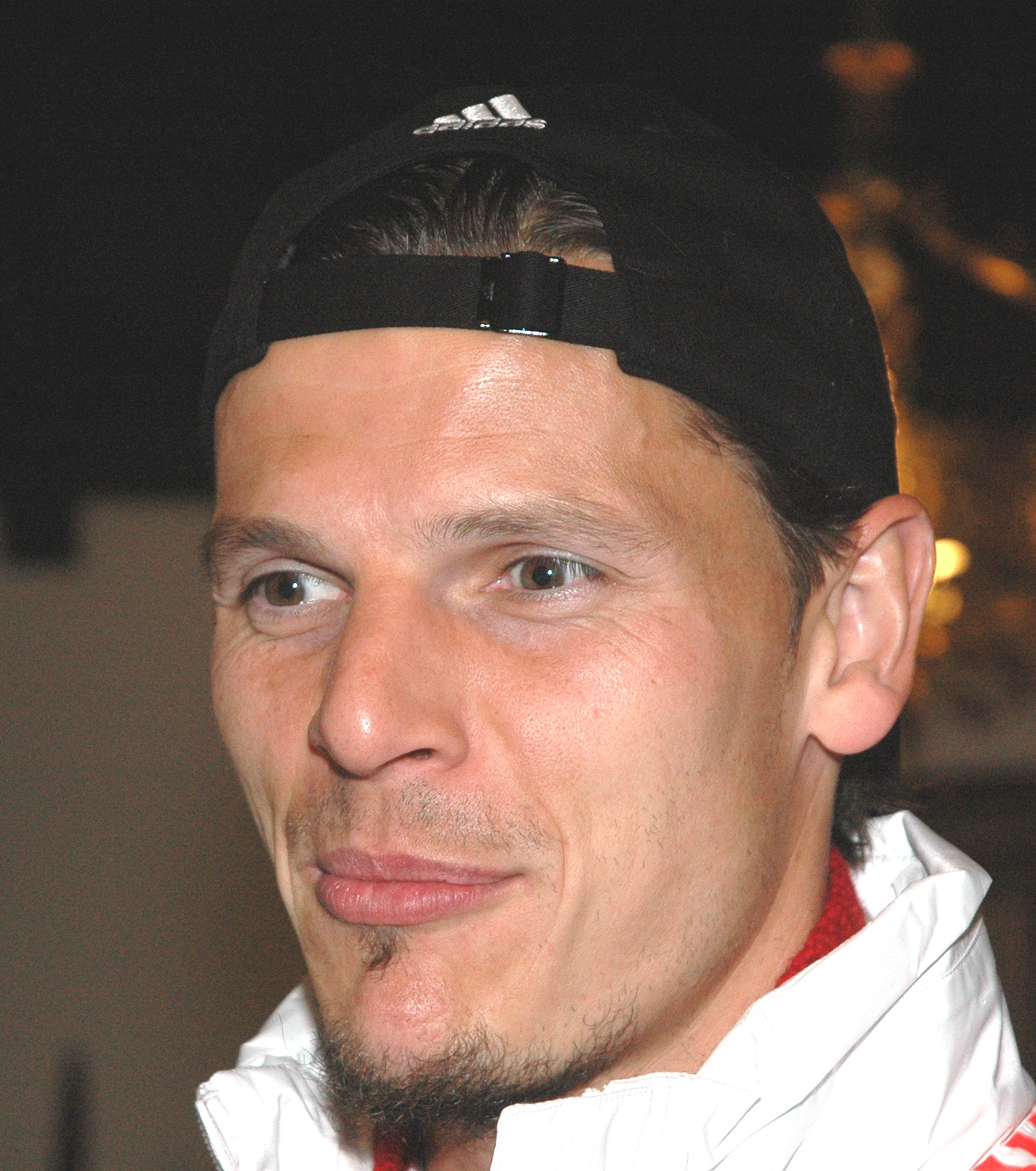
Daniel Van Buyten (verdediger)
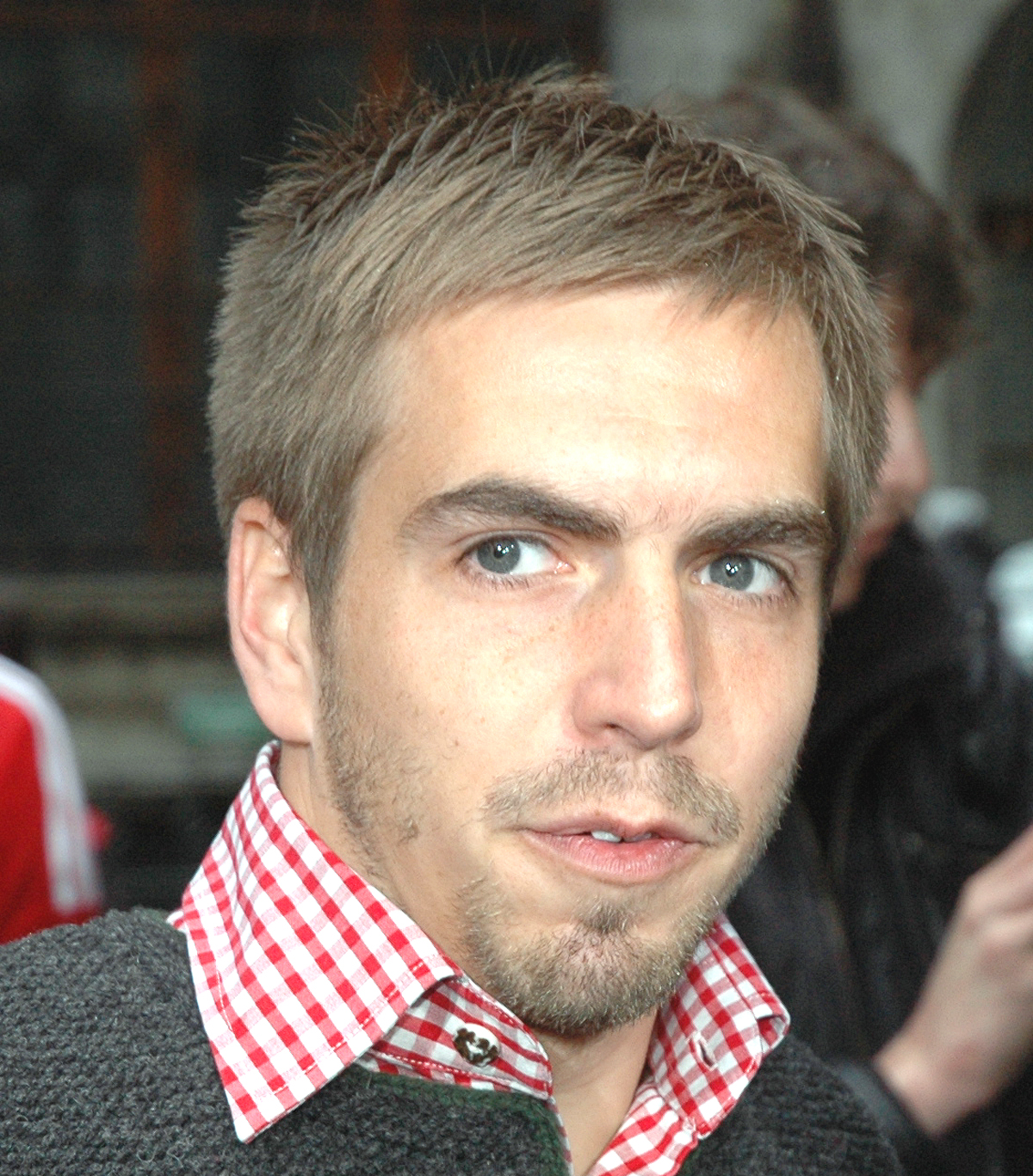
Philipp Lahm (verdediger)
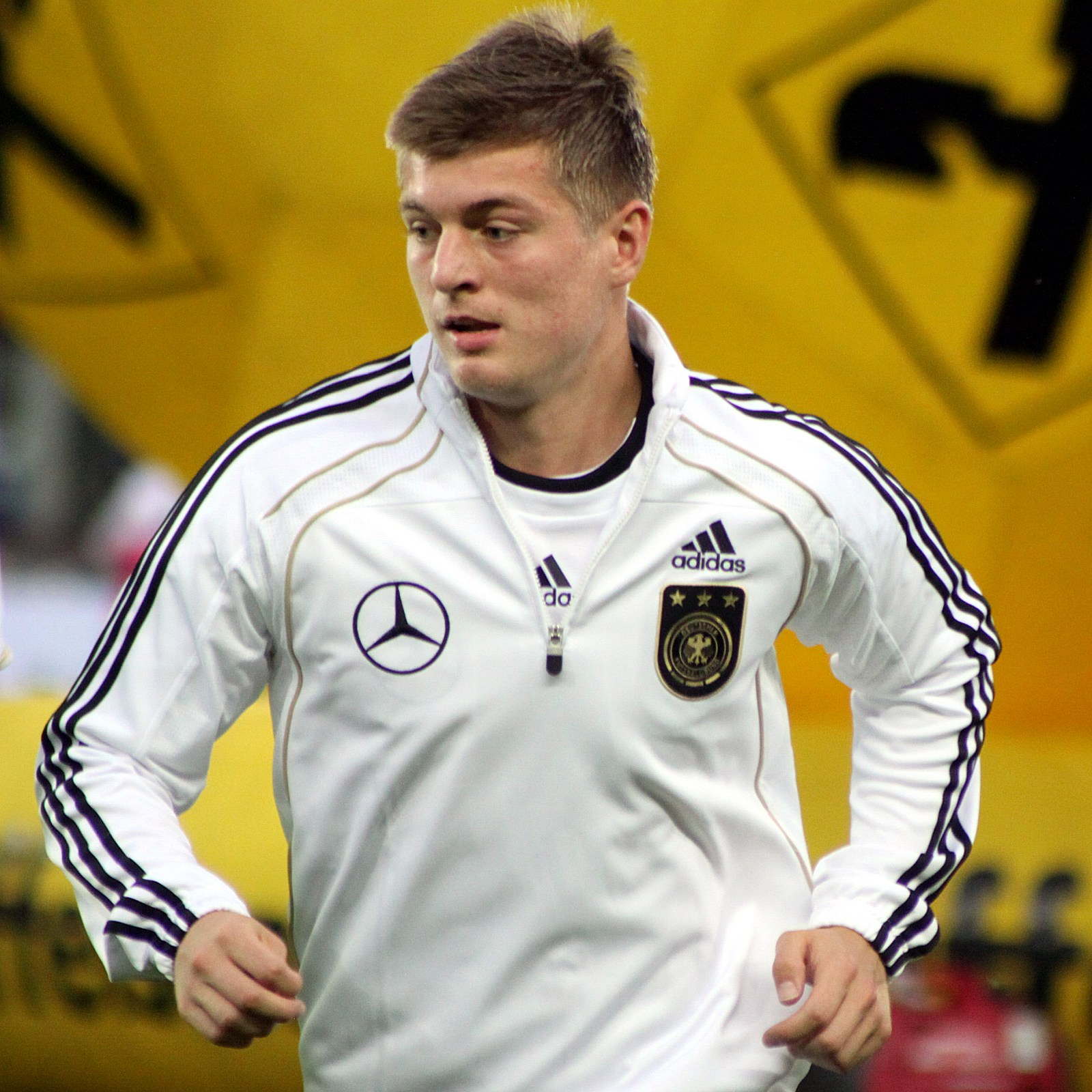
Toni Kroos (middenvelder)
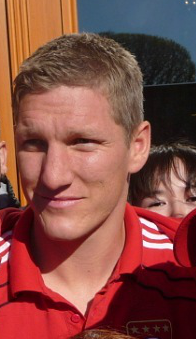
Bastian Schweinsteiger (middenvelder)
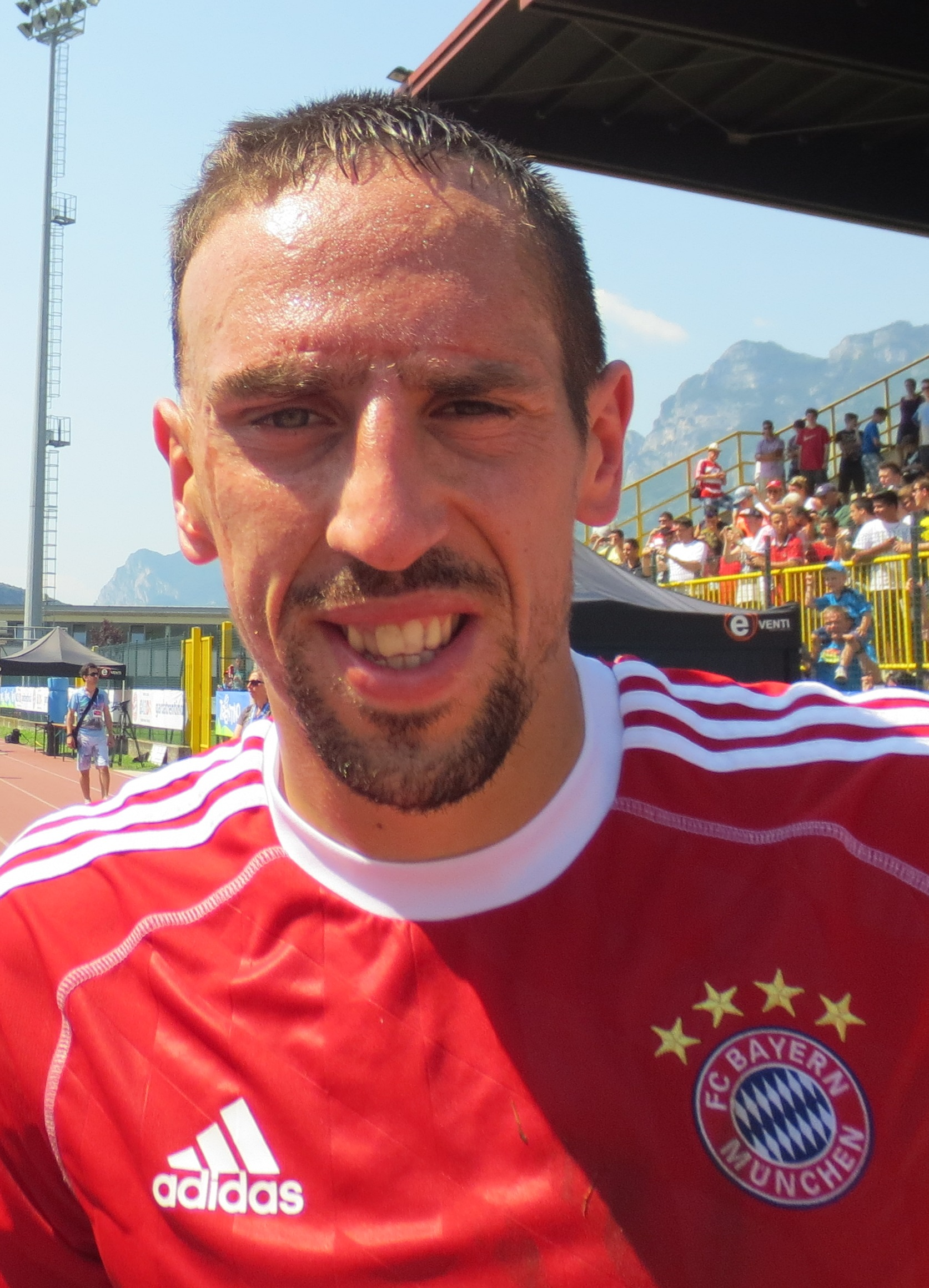
Franck Ribéry (aanvaller)
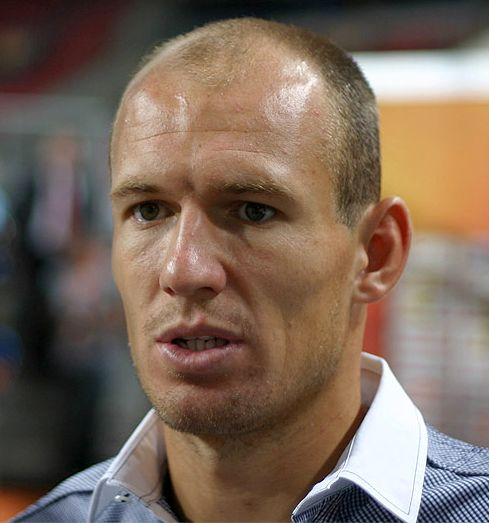
Arjen Robben (aanvaller)
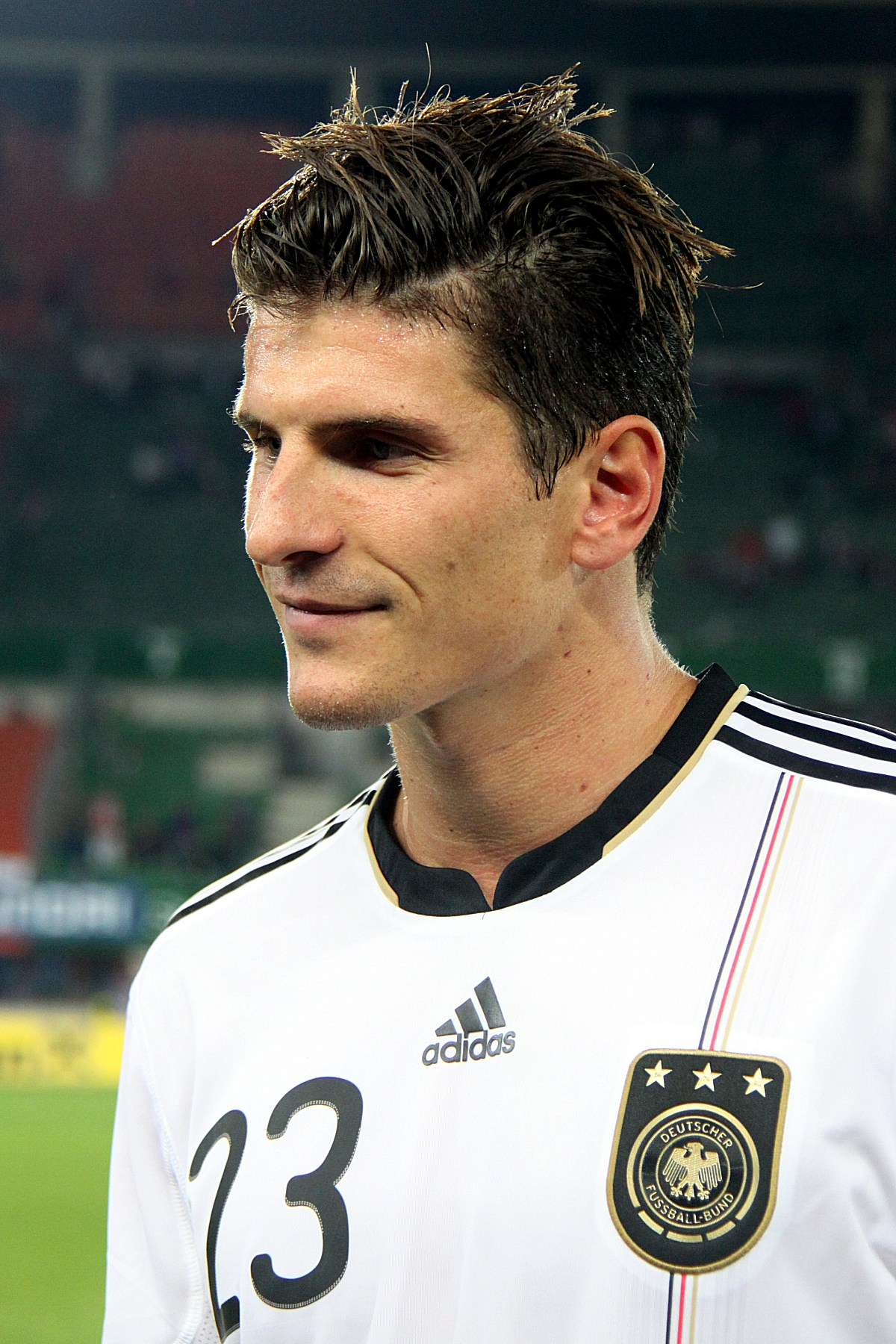
Mario Gómez (aanvaller)

1975/76 · 1976/77 · 1977/78 · 1978/79 · 1979/80 · 1980/81 · 1981/82 · 1982/83 · 1983/84 · 1984/85 · 1985/86 · 1986/87 · 1987/88 · 1988/89 · 1989/90 · 1990/91 · 1991/92 · 1992/93 · 1993/94 · 1994/95 · 1995/96 · 1996/97 · 1997/98 · 1998/99 · 1999/00 · 2000/01 · 2001/02 · 2002/03 · 2003/04 · 2004/05 · 2005/06 · 2006/07 · 2007/08 · 2008/09 · 2009/10 · 2010/11 · 2011/12 · 2012/13 · 2013/14 · 2014/15 · 2015/16 · 2016/17 · 2017/18 · 2018/19 · 2019/20 · 2020/21 · 2021/22 · 2022/23 · 2023/24 · 2024/25